# Stromregeldiode

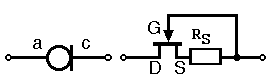
Schaltzeichen (links) und Innenschaltung (rechts) einer Stromregeldiode. Anode und Kathode sind mit „a“ und „c“ gekennzeichnet.

Eine Stromregeldiode (englisch current regulation diode, CRD) oder Strombegrenzerdiode (englisch current limiting diode, CLD) ist ein elektronisches Bauelement, das in einer Richtung ab einer bestimmten Spannung einen konstanten Strom führt und diesen Wert stabilisiert. Sie stellt eine Bauform von Konstantstromquellen dar.
Stromregeldioden sind vom Aufbau her keine eigentlichen Dioden, sondern eine elektronische Schaltung bestehend aus einem JFET, ein spezieller Typ von Feldeffekttransistor, und einem Widerstand zur Gegenkopplung. Da diese Schaltungen nach außen nur zwei Anschlüsse besitzen und nur in eine Richtung den Strom begrenzen, werden sie als „Dioden“ bezeichnet.

## Wirkungsweise

Temperaturabhängige Eingangskennlinie eines n-Kanal-JFET (Schema)

Die Funktion wird hier am Beispiel eines n-Kanal-JFET beschrieben: Ein n-Kanal-JFET leitet bei kleiner negativer Spannung UGS zwischen Source und Gate, also bei geringer Spannung am Widerstand RS. Nimmt der Strom durch den Widerstand zu stellt sich eine stärkere negative Spannung UGS ein welche die Leitfähigkeit zwischen Drain und Source im JFET verringert. Bei geringer werdenden Strom ist es umgekehrt: zwischen Drain und Source im JFET nimmt die Leitfähigkeit zu. Dadurch ergibt sich im Arbeitspunkt ein stabiler Strom durch den JFET. Eine andere Betrachtungsweise beschreibt den JFET als rückgekoppelten Source-Folger. Begrenzt wird der Strom durch den JFET-Kanal; dies ist im Ausgangskennlinienfeld des JFET ersichtlich.
Überschlagsmäßig kann der Konstantstrom nach folgender Gleichung bestimmt werden:
{\displaystyle I_{\text{D}}\approx {\frac {U_{\text{GS}}}{R_{S}}}}
Die erzielbaren typischen Versorgungsspannungsbereiche können den Bereich einiger weniger Volt bis zu 40 Volt überstreichen und sind durch die Spannungsfestigkeit und maximale Verlustleistung des JFETs begrenzt.
Die Temperaturabhängigkeit des Stroms kann minimiert werden: Aus der in der Abbildung dargestellten Eingangskennlinie ist erkennbar, dass bei UGS= 0 ein Strom IDSS fließt; dieser ist jedoch stark temperaturabhängig. Dies gilt auch für andere Arbeitspunkte; bei RS(-TK) als Beispiel mit „ID-Änderung“ eingezeichnet. Der Schnittpunkt der Kennlinien ist der Arbeitspunkt, bei dem die Temperaturabhängigkeit minimal ist. Durch geeignete Wahl von RS(TK=0) kann dieser Arbeitspunkt eingestellt werden. Der resultierende Strom ID ist damit zwar von der Temperatur weitgehend unabhängig, aber trotzdem exemplarabhängig, schwankt von Bauteil zu Bauteil. Hersteller von Stromregeldioden selektieren die Bauteile aus diesem Grund in der Fertigung, um in einer Charge möglichst enge Toleranzen anbieten zu können.

## Eigenschaften
Stromregeldioden haben eine „Kniespannung“ von zirka einem bis einigen Volt. Oberhalb dieser Spannung wird der spezifizierte Strom etwa konstant gehalten, analog zu einer Konstantstromquelle. Unter dieser Spannung wird dieser Strom nicht erreicht und die Schaltung verhält sich bei kleinen Spannungen ähnlich wie ein ohmscher Widerstand. In Rückwärtsrichtung leiten Stromregeldioden, ähnlich wie eine normale Halbleiterdiode in Vorwärtsrichtung. Im Gegensatz zur Zenerdiode wird bei der Stromregeldiode der im Normalbetrieb positive Anschluss als Anode bezeichnet.
Stromregeldioden eignen sich wegen der relativ großen Exemplarstreuung von rund ±10 % nicht für Präzisionsanwendungen. Der Strom hängt auch relativ stark von der Temperatur ab (bis ca. 1 %/K). Stromregeldioden werden für Ströme von ca. 5 µA bis 22 mA und maximale Betriebsspannungen bis zu 100 V hergestellt. Bekannte Typen sind 1N5283 bis 1N5314, J503 oder J511.